# Edusa
En la mitología romana, Edusa es una diosa menor que se encarga de alimentar a los niños en sus primeros años de vida. Era una diosa venerada por las madres, quienes solían orarle cuando amamantaban a sus hijos por primera vez y durante el destete.